# Östgöta luftvärnsregementes detachement på Gotland
Östgöta luftvärnsregementes detachement på Gotland (Lv 2 G) var ett luftvärnsförband inom svenska armén som verkade i olika former åren 1944–1963. Förbandsledningen var förlagd i Visby garnison i Visby.

## Historia
Den 1 april 1944 förlades ett luftvärnsbatteri ur Stockholms luftvärnsregemente (Lv 3), batteriet kom att benämnas som Stockholms luftvärnsregementes batteri på Gotland. År 1952 omlokaliserades Stockholms luftvärnsregemente till Norrtälje, vilket medförde att batteriet på Gotland överfördes organisatoriskt till Östgöta luftvärnsregemente (Lv 2). I samband med denna omorganisation bytte batteriet namn inledningsvis till Östgötas luftvärnsregementes batteri på Gotland. År 1961 byttes namnet till Östgötas luftvärnsregementes division på Gotland.
Genom försvarsbeslutet 1963 beslutades att Östgöta luftvärnsregemente från och med den den 31 mars 1962 skulle upplösas som förband. Från den 1 april 1962 övergick Östgöta luftvärnsregemente i Linköping till en avvecklingsorganisation, benämnd i kortform Lv 2 A. Den 31 mars 1963 upplöstes avvecklingsorganisationen i Linköping. I samband med att denna omorganisation bildades den 1 april 1963 Gotlands luftvärnsdivision. Gotlands luftvärnsdivision övertog beteckningen Lv 2 ifrån det avvecklade Östgöta luftvärnsregemente. 

## Förläggningar och övningsplatser
Den 1 april 1944 överfördes luftvärnet på Gotland från Kustartilleriet till Stockholms luftvärnsregemente, vilket bildade detachementet Stockholms luftvärnsregementes batteri på Gotland (Lv 3 G). Detachementet var förlagt i ett barackläger vid Söderväg i sydvästra Visby. År 1945 flyttade detachementet i kasern 2 och 3, vilka uppfördes samma år vid Gotlands artillerikårs (A 7) kasernområde vid Östra Hansegatan. Från den 1 november 1952 överfördes detachementet till Östgöta luftvärnsregemente (Lv 2).

## Förbandschefer
Förbandschefer verksamma åren 1944–1963.

- 1944-04-01–1948-03-31: Kn Ewald Fock
- 1948-04-01–1954-05-31: Kn Lars Falk
- 1954-06-01–1957-09-30: Övlt Gunnar Almqvist
- 1957-10-01–1961-03-31: Övlt Lars-Erik Lidsjö
- 1961-04-01–1963-03-31: Övlt Uno Engström

## Namn, beteckning och förläggningsort
| Stockholms luftvärnsregementes batteri på Gotland | 1944-04-01 | – | 1952-10-31 |
| Östgötas luftvärnsregementes batteri på Gotland   | 1952-11-01 | – | 1961-03-31 |
| Östgötas luftvärnsregementes division på Gotland  | 1961-04-01 | – | 1963-03-31 |

| Lv 3 G | 1944-04-01 | – | 1952-10-31 |
| Lv 2 G | 1952-11-01 | – | 1963-03-31 |

| Norra Hällarna, Visby (F) | 1944-04-11 | – | 1945-??-?? |
| Korsbetningen, Visby (F)  | 1945-??-?? | – | 1963-03-31 |